# ستاينر آس
ستاينر آس (بالنرويجية البوكمول: Steinar Aase)‏ هو لاعب كرة قدم نرويجي، ولد في 15 أبريل 1955 في برغن في النرويج. شارك مع منتخب النرويج تحت 21 سنة لكرة القدم ومنتخب النرويج لكرة القدم. أما مع النوادي، فقد لعب مع نادي بران ونادي ستارت.

## وصلات خارجية
- ستاينر آس على موقع اتحاد النرويج (النرويجية)
- ستاينر آس على موقع قاعدة بيانات كرة القدم.إي يو (الإنجليزية)
- ستاينر آس على موقع ناشيونال فوتبول تيمز (الإنجليزية)
- ستاينر آس على موقع عالم كرة القدم.نت (الإنجليزية)